# Lopinawir/rytonawir

Wzory chemiczne lopinawiru i rytonawiru

Lopinawir / rytonawir – kombinacja leków przeciwretrowirusowych stosowana w terapii zakażeń wirusem HIV. Lek złożony Kaletra zawiera w jednej tabletce połączenie dwóch inhibitorów proteazy HIV: lopinawiru (niedostępnego pojedynczo) i rytonawiru (dostępnego pod nazwą handlową Norvir).
Kombinacja leków jest sprzedawana przez AbbVie pod nazwą handlową Kaletra w krajach wysoko rozwiniętych i przez Abbott Laboratories pod nazwą handlową Aluvia w krajach rozwijających się. Oba preparaty stosuje się w skojarzeniu z innymi lekami przeciwretrowirusowymi. Preparat Kaletra był również z powodzeniem stosowany w monoterapii w niektórych badaniach.
Lopinawir jest lekiem aktywnym, rolą rytonawiru jest wzmacnianie działania lopinawiru.